# Heterixalus boettgeri
Heterixalus boettgeri – gatunek endemicznego płaza bezogonowego z rodziny sitówkowatych (Hyperoliidae). Dorasta do 2,9 cm. Występuje w południowej i południowo-wschodniej części Madagaskaru. Zasiedla suche obszary leśne oraz m.in. miasta.

## Wygląd
Średnich rozmiarów przedstawiciel rodzaju Heterixalus. Samce osiągają rozmiary 2,2–2,5 cm, a samice 2,7–2,9 cm. Grzbiet jest zielonkawy (u samców nieco bardziej żółtawy). Brak fałd grzbietowo-bocznych u dorosłych osobników; młode osobniki natomiast mają dwa jasne fałdy grzbietowo-boczne. Brzuszna część kończyn, a także uda, dłonie i stopy są pomarańczowe. Łono ma jasnokremowy kolor. 

## Występowanie i siedlisko
H. boettgeri zasiedla południowy i południowo-wschodni Madagaskar. Występuje na wysokości do 300 m n.p.m. w m.in. Parku Narodowym Andohahela oraz w okolicach miasta Tôlanaro. Zasiedla suche obszary leśne, lasy strefy przybrzeżnej, a także obszary wylesione, pola i miasta. Dnie spędza na szerokich, nasłonecznionych liściach, z głową zwróconą ku górze lub dołowi. 

## Rozwój
W niewoli samice osiągają dojrzałość płciową po około 4 miesiącach od wyklucia.